# Davis-Inseln
Die Davis-Inseln (englisch Davis Islands) sind eine kleine Gruppe felsiger Inseln vor der Knox-Küste des ostantarktischen Wilkeslands. Sie liegen im westlichen Teil der Vincennes Bay.
Die erste Kartierung im Jahr 1955 nahm der US-amerikanische Kartograf Gardner Dean Blodgett anhand von Luftaufnahmen der Operation Highjump (1946–1947) aus dem Jahr 1947 vor. Das Advisory Committee on Antarctic Names benannte sie 1963 nach Malcom Davis (1899–1970), Kurator der biologischen Sammlung des Smithsonian National Zoological Park, der als Ornithologe an der Operation Windmill (1947–1948) beteiligt war.